# Лангарак
Лангарак (тадж. Лангарак) — село в Раштском районе Таджикистана. Входит в состав сельской общины (джамоата дехота) Калаи-Сурх. Расстояние от села до центра района (пгт Гарм) — 12 км, до центра джамоата (село Калаи-Сурх) — 2 км. Население — 1065 человек (2017 г.), таджики. Население в основном занято сельским хозяйством (животноводство и растениводство). Земли орошаются главным образом водами горных источников.